# Des-kontrol
Des-kontrol es un grup de música oi! que es va formar a Arrasate l'any 1996.

## Discografia
- Des-kontrol (maqueta, 1999, Bronco Bullfrog)

- Behin eta berriz (2002, Potencial Hardcore)
- ACAB (disc compartit, Des-Kontrol + Hell Beer Boys, 2004, Urban Revolt Records)
- Duintasunez eutsi (2006, Oihuka)
- Hipokrisia eta faxismoaren aurka (2008, Baga-biga)
- Aurrera begira (2009, Baga-biga)

- Donostiako Piratak 2018 Zuzenean (disc en directe, 2018, Mauka Musikagintza)
- Inoiz Baino Argiago (2022, Mauka Musikagintza)[2]